# Kalvis Eisaks
Kalvis Eisaks, né le 7 mars 1983 à Riga, est un coureur cycliste letton, ancien membre de l'équipe Rietumu Bank-Riga de 2005 à 2009.

## Palmarès
- 2004
  -  Champion d'Europe sur route espoirs
  - 2e du championnat de Lettonie du contre-la-montre
- 2008
  - 2e du championnat de Lettonie sur route
- 2017
  - XSports Kauss Cup

## Classements mondiaux
| Année           | 2005  | 2006  | 2007 | 2008 | 2009 | 2010 | 2011  |
| --------------- | ----- | ----- | ---- | ---- | ---- | ---- | ----- |
| UCI Europe Tour | 1282e | 1248e | 765e | 628e |      |      | 1012e |